# رضا صادقی
رضا صادقی (زادهٔ ۲۵ مرداد ۱۳۵۸) خواننده ، ترانه‌نویس، آهنگساز و تنظیم کننده ایرانی است. در بیشتر آثارش، ترانه‌سرایی،تنظیم  و آهنگ‌سازی به عهدهٔ خودش بوده‌است.

## زندگی شخصی
اصالت وی از روستای کریان از توابع شهرستان میناب در استان هرمزگان است. او در ۲۵ مرداد ۱۳۵۸ در محله شیر اول بندرعباس به دنیا آمد.
او در ۲۰ بهمن ۱۳۹۰ با دختری ایرانی ساکن آلمان عقد و یک سال بعد در سال ۱۳۹۱ ازدواج کرد. این دو، ۲ دختر به نام‌های تیارا (زادهٔ بهمن ۱۳۹۲) و ویانا (زادهٔ خرداد ۱۳۹۶) دارند.

## زندگی حرفه‌ای

### آغاز
ابتدا کار خود را با تلاوت قرآن آغاز کرد. سپس علاقه‌مندی او به موسیقی موجب شد که مسیر خود را به آن سمت تغییر دهد. نخستین تجربهٔ او در موسیقی به آهنگ راز عشق در سال ۱۳۷۱ بازمی‌گردد. او در سال ۱۳۷۲ نخستین آلبوم خود را با همین نام منتشر کرد. بعد از آن همکاری خود را با گروه هنری کیمیا آغاز کرد و آلبوم‌های گل لاله، رؤیای شیرین و مستانه و دیوانه را عرضه کرد. بعد از آلبوم گل لاله همکاری خود را با گروه کیمیا قطع کرده و برای پیشرفت در کار به تهران آمد.
علاقهٔ او به هنرمندانی همچون ناصر چشم‌آذر و بابک بیات باعث شد تا آثار او تحت تأثیر آن‌ها قرار گیرد. او در بعضی کارهای خود از اشعار مهدی اخوان ثالث و سهراب سپهری استفاده کرده‌است. او که به «مشکی پوش» معروف است از ۲۵ مرداد ۱۳۷۲ لباس مشکی بر تن می‌کند. آغاز معروفیت او به ترانهٔ مشکی رنگ عشقه در آلبوم مشکی رنگ عشقه بر می‌گردد.

### فعالیت رسمی
وی پس از «مشکی رنگ عشقه»، آلبوم «پیرهن مشکی» را به‌صورت رسمی و مجاز و با همکاری شرکت ایران‌گام ارائه کرد. آلبوم وایسا دنیا دومین آلبوم رسمی وی بود که در سال ۸۵ منتشر شد و موجی عظیم ایجاد کرد.
آهنگ وایسا دنیا که قطعهٔ اول این آلبوم محسوب می‌شد با ترانه‌سرایی و آهنگسازی رضا صادقی و تنظیم سیروان خسروی در نظرسنجی شبکهٔ من و تو و در بخش ترانه‌های ماندگار این آهنگ رتبه ۲۸ام و بالاترین رتبه خواننده‌های داخلی را کسب کرد.
پس از مدتی آلبومی به نام چقدر سخته،  به‌صورت غیررسمی و به سبب دزدیده شدن این آلبوم از منزل شخصی‌اش منتشر شد. در سال ۱۳۸۸ رضا صادقی آلبوم سوم خود را به نام «یکی بود یکی نبود» منتشر کرد.
رضا صادقی در نظرسنجی معتبر موسیقی دهه ۸۰ ایران به عنوان‌های محبوب‌ترین چهره، بهترین اجرای صحنه‌ای، بهترین آلبوم رتبهٔ اول را کسب کرد و در بخش قطعهٔ هیت، بهترین خواننده رتبه دوم را کسب نمود.
وی در سال ۱۳۹۰ آلبوم دیگری به نام دیگه مشکی نمی‌پوشم را ارائه کرد. قطعه ۵ این آلبوم به همین نام است.
در پی اعلام نام این آلبوم شایعات نادرستی مبنی بر اتمام مشکی‌پوشی وی بیان می‌شد که پس از توضیحات خود رضا صادقی و قسمت پایانی این ترک مشخص شد که در این ترانه رضا صادقی می‌گوید: واسه رفتن از این دنیا دیگه مشکی نمی‌پوشم. در این آلبوم شعر ۱۲ آهنگ را خود رضا صادقی گفته‌است.
در سال ۹۲ با شرکت تحت قرارداد خود  و پس از ارائه ۴ آلبوم با همکاری این شرکت به مشکل برخورد و اجازهٔ اجرای ترانه‌های معروف خود را در کنسرت‌ها نداشت و پس از یک سال سکوت آلبوم همین را در شرایط عجیب وارد بازار کرد. این آلبوم پیش از این، قرار بود با نام «عاشقتم» وارد بازار شود.
رضا صادقی در سال ۹۳ آلبوم خود را با نام فقط گوش کن به عنوان دومین همکاری اش با آوای هنر ارائه کرد.
در سال ۱۳۹۴ ، اثر  «شب بارونی» او به‌صورت شخصی و اینترنتی منتشر شد و فروش حاصل از آن خرج امور خیریه شد.
پس از آن طی همکاری با مؤسسهٔ فرهنگی هنری آراد در سال ۹۷، وی توانست قطعات پرطرفدار قدیمی اش را در کنسرت اجرا نماید.

### همخوانی‌ها
- «همدلی» با ناصر عبداللهی
- «هیچ جا بندر نابو» با شروه‌خوانی خالو قنبر راستگو
- «هموطن» به همراه فرزاد فرزین
- «من و بارون» با بابک جهانبخش
- «نمی‌دونی و می‌دونم» با خشایار اعتمادی
- «با تو می‌خندم» با شهاب رمضان
- «خارج از تصور» با پویا نیکپور
- «یه روز از پیش تو می‌رم» با امید حجت
- «فصل بهار» با مرتضی پاشایی، محمد علیزاده، مهدی یراحی، پیام عزیزی، سعید شهروز، محمدرضا هدایتی و سامان جلیلی
- قطعهٔ «ایران ایران» اجرا شده در کنسرت با سالار عقیلی
- «تو که حساسی» با بابک جهانبخش
- «ایران جان» همراه با حجت اشرف‌زاده، حامد همایون، مهدی یغمایی با شعری از قاسم صرافان
- «بگو که باهامی» همراه با امیرحسین نوشالی

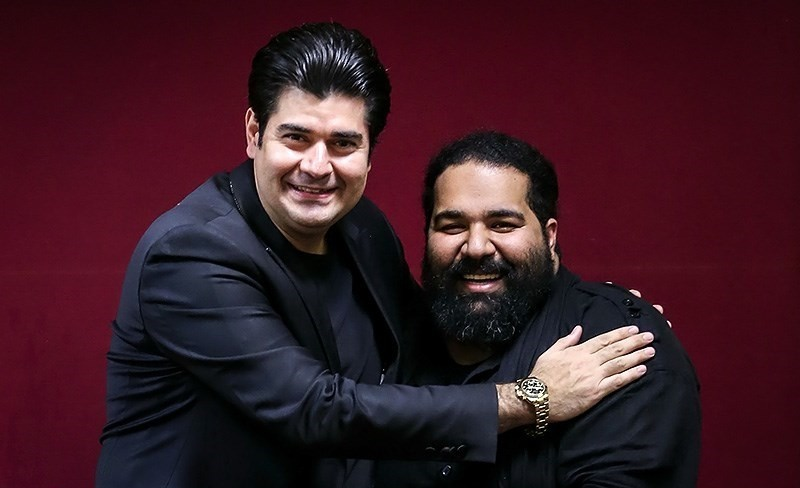
رضا صادقی (سمت راست) به همراه سالار عقیلی در نشست خبری کنسرت مشترک عشق من ایران من

### اجرای زنده و کنسرت‌ها
رضا صادقی در بخش اجرای زنده توانایی فوق‌العاده‌ای  و در دوره فعالیت‌ خود، بیشترین تعداد کنسرت را در شهرهای مختلف ایران و جهان برگزار کرده‌است. وی جزو انگشت‌شمار خواننده‌های ایرانی است که قبل از انتشار آلبوم رسمی اجرای زنده داشته‌است.
در سال‌ها اخیر امید حاجیلی، علی ثابت، بهنام ابطحی، و پویا نیک‌پور از رهبران ارکستر رضا صادقی بوده‌اند. هم‌اکنون رضا صادقی و بهنام ابطحی پس از مدتی قطع همکاری، دوباره همکاری خود را آغاز کرده‌اند و ابطحی، هم‌اکنون رهبر ارکستر رضا صادقی با نام ارکستر مشکی‌پوشان است. که نوازندگان بزرگی چون حسین شریفی، پیام طونی، مسعود همایونی، فاضل پیش در آن حضور دارند.
همچنین وی در اسفند ۹۷ طی ۴ سانس کنسرت در بزرگترین سالن کشور (وزارت کشور) توانست با فروش تمامی بلیت‌ها یک هفته قبل از تاریخ کنسرت به روزهای اوج خود بازگردد.

## اجرای برنامه نوروزی پرحاشیه
رضا صادقی پس از حذف امیرحسین صدیق و باران خوش‌اندام، مجری «نوروزترین نوروز» شد.
گفته شده رضا صادقی خواننده پاپ، به اصرار دو مجری شبکه پنج صداوسیما مبنی بر میزبانی این برنامه، از ۲۷ اسفند ۱۳۹۹ به جمع مجریان این ویژه برنامه نوروزی شبکه پنج اضافه شد.
حواشی این ویژه برنامه زمانی آغاز شد که خبرگزاری‌های تسنیم و فارس با انتقاد از دیدار صدیق با پوریا نوری، عکاس سینما آزاد شده از زندان در سال ۱۳۹۷ و انتقاد صدیق از حضور نیروهای نظامی ایران در جنگ سوریه در نوروز ۱۳۹۸، خواستار کنار گذاشتن او از صداوسیما شده بودند.

## آلبوم‌ها
- ۱۹۹۳ / ۱۳۷۲ - راز عشق (غیررسمی)
- ۱۹۹۴ / ۱۳۷۳ - باله پرواز (غیررسمی)
- ۱۹۹۵ / ۱۳۷۴ - کلاغ غارغاری (غیررسمی)
- ۱۹۹۶ / ۱۳۷۵ - گل لاله (غیررسمی)
- ۱۹۹۷ / ۱۳۷۶ - بندر قدیم (غیررسمی)
- ۱۹۹۹ / ۱۳۷۷ - مستانه و دیوانه (غیررسمی)
- ۲۰۰۰ / ۱۳۷۸ - رؤیای شیرین (غیررسمی)
- ۲۰۰۰ / ۱۳۷۹ – ۱۰ ثانیه (غیررسمی)
- ۲۰۰۱ / ۱۳۸۰ - عاشقم من (غیررسمی)
- ۲۰۰۲ / ۱۳۸۱ - حکایت مشکی پوش (غیررسمی)
- ۲۰۰۳ / ۱۳۸۲ - مشکی رنگ عشقه (غیررسمی)
- ۲۰۰۳ / ۱۳۸۲ - کما (غیررسمی)
- ۲۰۰۴ / ۱۳۸۳ - پرچم مشکی (غیررسمی)
- ۲۰۰۵ / ۱۳۸۴ - دلم برات میسوزه (غیررسمی)
- ۲۰۰۶ / ۱۳۸۵ - پیرهن مشکی
- ۲۰۰۷ / ۱۳۸۶ - وایسا دنیا
- ۲۰۰۹ / ۱۳۸۸ - چقدر سخته (غیررسمی)
- ۲۰۰۹ / ۱۳۸۸ - یکی بود یکی نبود
- ۲۰۰۹ / ۱۳۸۸ - سلام آقا (دو قطعه در وصف امام حسین)
- ۲۰۱۰ / ۱۳۸۹ - هشت (یک قطعه در وصف امام رضا)
- ۲۰۱۱ / ۱۳۹۰ - دیگه مشکی نمی‌پوشم
- ۲۰۱۲ / ۱۳۹۱ - نسیم انتظار (دو قطعهٔ مذهبی)
- ۲۰۱۳ / ۱۳۹۲ - همین
- ۲۰۱۳ / ۱۳۹۲ - من و ما (یک قطعه به نام فال)
- ۲۰۱۵ / ۱۳۹۳ - فقط گوش کن
- ۲۰۱۵ / ۱۳۹۴ - شب بارونی
- ۲۰۱۷ / ۱۳۹۶ - یعنی درد
- ۲۰۱۹ / ۱۳۹۷ - زندگی کن
- ۱۳۹۹  - حواست به من باشه
- ۱۴۰۴ / ۲۰۲۵ - برنده

## فیلم‌شناسی
- بی خداحافظی: در این فیلم رضا صادقی با نام شخصی خودش بازی می‌کند. در پی شایعاتی مبنی بر اینکه این فیلم زندگی واقعی اوست، در اوایل فیلم ذکر شده‌است که «صرفاً از زندگی رضا صادقی برداشت نمایشی شده‌است».
- یاغی: در این سریال نیز نقش خود و با نام رضا صادقی نقش ایفا می‌کند.
- آوای جادویی: «مسابقه ای که رضا صادقی در آن داور است».